# Алманш Лонеј е Соаје
Алманш Лонеј е Соаје (фр. Allemanche-Launay-et-Soyer) насеље је и општина у североисточној Француској у региону Шампања-Ардени, у департману Марна која припада префектури Еперне.
По подацима из 2011. године у општини је живело 109 становника, а густина насељености је износила 7,15 становника/km². Општина се простире на површини од 15,24 km². Налази се на средњој надморској висини од 77 метара.

## Демографија
| 1962. | 1968. | 1975. | 1982. | 1990. | 1999. | 2011. |
| ----- | ----- | ----- | ----- | ----- | ----- | ----- |
| 136   | 123   | 120   | 133   | 126   | 115   | 109   |

График промене броја становника у току последњих година